# Лавренов, Данил Алексеевич
Дани́л Алексе́евич Лавре́нов (род. 29 октября 1975 года, Ленинград) — российский актёр театра и кино, педагог.

## Биография
В 1998 году закончил Санкт-Петербургскую государственную академию театрального искусства (СПбГАТИ), класс профессора Анатолия Самойловича Шведерского. Ещё студентом, в 1997 году дебютировал в Санкт-Петербургском академическом театре комедии им. Н. П. Акимова в роли Саши в спектакле «Мой вишнёвый садик» по пьесе Алексея Слаповского (реж. Т. Казакова). В том же году начал сотрудничать с Радио Петербург и Радио России в передачах и спектаклях литературных редакций.
В 1998—2007 годах — стажёр, а впоследствии и артист Санкт-Петербургского Академического Малого драматического театра — Театра Европы под руководством Льва Додина.
В 2001 году дебютировал в кино в роли Иосифа Гершингорина (Барона) в телевизионном фильме Дмитрия Светозарова «По имени Барон».
В 2003—2006 годах — педагог актёрского мастерства Санкт-Петербургской государственной академии театрального искусства (СПбГАТИ), в классе своего учителя, профессора Анатолия Самойловича Шведерского. Режиссёр-педагог дипломных спектаклей «Роберто Зукко» Б.-М.Кольтеса и «Не было ни гроша, да вдруг алтын» А. Н. Островского.
В 2007 году переехал в Москву.
До 2020 года — артист Московского драматического театра на Малой Бронной.
С 2010 года сотрудничает с Международной чеховской лабораторией под руководством Виктора Гульченко.

## Роли в театре
- Алексей Мелиссен — «Крестовый поход детей» («Врата рая») Е. Анджеевского, реж. А.Синотов
- Саша — «Мой вишнёвый садик» А.Слаповского, реж. Т.Казакова
- Троил — «Троянской войны не будет» Ж.Жироду, реж. А.Синотов
- Пьеро — «Квартира Коломбины» Л.Петрушевской, реж. Ю.Панина
- Клеомен — «Зимняя сказка» У.Шекспира, реж. Д.Доннеллан (спектакль — лауреат Национальной театральной премии «Золотая Маска»)
- Принц — «Золушка» Е. Шварца, реж. Н.Райхштейн
- Фишель Ицкович — «GAUDEAMUS» по повести С. Каледина «Стройбат», реж. Л. Додин (спектакль — лауреат Государственной Премии России)
- Рубинчик — «Клаустрофобия» по произведениям Л.Улицкой, Вен. Ерофеева, В. Сорокина, М. Харитонова, реж. Л. Додин
- Слуга Венгеровича — «Пьеса без названия» («Безотцовщина») А. Чехова, реж. Л. Додин (спектакль — лауреат Национальной театральной премии «Золотая Маска»)
- «Охранная грамота» — моноспектакль по произведениям У. Шекспира и Б. Пастернака, реж. Ю.Панина
- Убиенный — «Чевенгур» А. Платонова, реж. Л. Додин (спектакль — лауреат Национальной театральной премии «Золотая Маска»)
- Доктор Грайбер — «Нижинский» по дневникам В. Нижинского, реж. С. Бехтерев
- Кум — «Любовь дона Перлимплина» Ф.-Г. Лорки, реж. О. Дмитриев
- Первый Стражник — «Звёздный мальчик» О.Уайльда, реж. Г. Дитятковский
- «Епіфаnь» — моноспектакль по «Епифанским шлюзам» А. Платонова, реж. А. Синотов
- Лев Аслан — «Тайна старого шкафа» К. С. Льюиса, реж. А. Фроленков
- Эустакио — «Цианистый калий…с молоком или без?» Мильяна, реж. В. Лакирев
- Септимус Ходж — «АРКАДИЯ» Т.Стоппарда, реж. С. Голомазов[5][6]
- Лев Аслан — «Принц Каспиан» К. С. Льюиса, реж. С.Посельский
- Первый Ангел, он же Черноусый, он же С. — «Москва — Петушки» Вен. Ерофеева, реж. Н.Семёнова
- Солёный Василий Васильевич — «Три сестры» А. Чехова, реж. В. Гульченко
- Яша — «Вишнёвый сад» А. Чехова, реж. В. Гульченко
- Тригорин — «Чайка» А. Чехова, реж. В. Гульченко
- Тень Софокла — «Солнечные мальчики» по пьесе П. П. Пазолини «Affabulazione», реж. Т. Стрельбицкая
- Горизонт Семён Яковлевич —"Яма" (пластическая драма по одноименной повести А. И. Куприна), реж. и хореограф Егор Дружинин[7]
- Лёва Одоевцев — «Пушкинский дом» по одноименному роману А. Битова, реж. Т. Марек
- Сэр Саймон де Кентервиль, призрак — «Кентервильское привидение» по одноимённой готическо-юмористической волшебной сказке (англ. The Canterville Ghost) англо-ирландского писателя Оскара Уайльда, реж. А. Фроленков
- Хенрик Фоглер — «После репетиции» Ингмара Бергмана, реж. И. Трунаев
- Львов Евгений Константинович, земский врач — «Иванов» А. Чехова, реж. С. Терещук (спектакль - лауреат премии "Бронзовый Витязь" в большой форме, работа режиссëра)
- «Египетские ночи» — моноспектакль по незавершенной повести А. С. Пушкина, реж. Д. Павлов (спектакль - лауреат Международного Театрального фестиваля "Русская классика. Лобня-2022", Лучший моноспектакль)
- Моцарт, Дон Гуан, Председатель -  «Пушкин. Маленькие трагедии. Репетиция.» (идея и постановка С.Терещука)
- Граф Альбафьорита - "Хозяйка гостиницы" Карло Гольдони (реж. В. Звягина; худ. А. Климов)

## Роли в кино
- Иосиф Гершингорин (Барон) — т/ф «По имени Барон», реж. Д. Светозаров[8]
- Сергей Белозёров — т/ф «Чёрный ворон», реж. А. Кравчук и И. Москвитин
- Леонид Каннегиссер — т/ф «Гибель империи», реж. В. Хотиненко
- Пушкин — «Полторы комнаты, или Сентиментальное путешествие на родину», реж. А. Хржановский
- «Ахиллес» — т/ф «Преступление и наказание», реж. Д. Светозаров
- Арсений — «Самоубийцы», реж. Е. Баранов
- Мойша Циммерман — т/ф «Сонька — Золотая Ручка», реж. Виктор Мережко
- Отец — «Пиццевоз», реж. А. Сушкевич
- Марек — т/ф «Жизнь и приключения Мишки Япончика», реж. Сергей Гинзбург
- Карл Радек — т/ф «Демон революции», реж. Владимир Хотиненко
- Карл Радек — «Ленин. Неизбежность (Lenin’s Factor)», реж. Владимир Хотиненко
- Он — «После и снова», реж. Андрей Дуплякин, ВГИК

## Участие в радиопостановках
- Константин Паустовский. «Повесть о лесах»(«Скрипучие половицы» и «Мать и дочь»), реж. З. Давыдова
- Лирика Джорджа Гордона Байрона, реж. З. Давыдова
- «Не дай, Отчизна, умолчать… Книга памяти. Афганистан. 1979—1989» (автор — составитель Н. М. Калашникова), реж. З. Давыдова
- Филипп — «Двойная фамилия» Дины Рубиной, реж. Г.Дмитренко
- «Датский король» Владимира Корнева, реж. С. Коренникова (совместно с артистами С. Мучениковым, А. Алексахиной, С. Шейченко и А. Баргманом)